# 十和田インターチェンジ
十和田インターチェンジ（とわだインターチェンジ）は、秋田県鹿角市十和田錦木にある、東北自動車道のインターチェンジ。高速バス停留所の十和田バスストップ（とわだバスストップ）を併設する。
東日本高速道路東北支社青森管理事務所鹿角分室が併設している。また、秋田県警察交通部高速道路交通警察隊十和田分駐隊が常駐している。

## 道路

### 本線
- E4 東北自動車道（49番）

### 接続する道路
- 国道103号

## 沿革
- 1984年（昭和59年）9月27日 - 東北自動車道の鹿角八幡平ICから十和田ICまで開通し、上り方面が供用開始する。
  - なお、十和田ICの指す十和田は十和田市（青森県）ではなく、鹿角市を構成する旧鹿角郡十和田町を指しており、十和田市は十和田湖を挟んで反対側にあたり最寄りとはならない。（十和田市の最寄りICは百石道路下田百石ICなど）
- 1986年（昭和61年）7月30日 - 東北自動車道の十和田ICから碇ヶ関IC間が開通し、青森ICから浦和ICまで開通した。なお、当時は小坂ICが供用しておらず、当インターチェンジの隣りは碇ヶ関ICであった。

## 料金所
- ブース数：5

### 入口
- ブース数：2
  - ETC専用：1
  - 一般：1

### 出口
- ブース数：3
  - ETC専用：1
  - 一般：2

## 周辺
- 東日本旅客鉄道（JR東日本）花輪線 十和田南駅

## バスストップ
「十和田IC（とわだインター）」の停留所名が用いられる。料金所を出てすぐのところにある。
2006年度まではとわだこ号が停車していたが、2007年度から停留所が高速けまない（国道103号沿い・十和田ICの東の東北自動車道高架下）に変更になったため、停車するバスがなくなった。

## 隣
E4 東北自動車道
(48) 鹿角八幡平IC - 花輪SA - (49) 十和田IC - (49-1) 小坂IC